# Benidorm
Benidorm är en stad och kommun i provinsen Alicante i regionen Valencia i Spanien. Staden ligger längs Costa Blanca på den spanska medelhavskusten och är en utpräglad turistort. Folkmängden uppgick till 72 062 invånare i början av 2011. Benidorm är den största staden i storstadsområdet Area Urbana de la Costa Blanca, som hade 236 635 invånare i början av 2010 på en yta av 316,42 km².
Fram till turistindustrins intåg på 1960-talet var Benidorm ett litet fiskeläge, men idag domineras staden helt av turistnäringen med hotell- och lägenhetsskyskrapor. Detta var basen till satirserien Benidorm, som i fem säsonger utspelade sig där.

## Folkmängd
Fast boende:
Under turistsäsongen kan folkmängden öka till över 500 000.[källa behövs]

## Kommunikationer
Närmaste flygplats är Alicante som ligger cirka 50 kilometer bort. Det finns ett lokalt bussnät samt linjer till Alicante (45 km) och Valencia (140 km).

## Klimat
|                                            | Jan | Feb | Mar | Apr | Maj | Jun | Jul | Aug | Sep | Okt | Nov | Dec |
| ------------------------------------------ | --- | --- | --- | --- | --- | --- | --- | --- | --- | --- | --- | --- |
| Normaldygnets maximitemperaturs medelvärde | 15  | 16  | 18  | 19  | 22  | 26  | 29  | 30  | 28  | 23  | 20  | 16  |
| Normaldygnets minimitemperaturs medelvärde | 6   | 6   | 7   | 9   | 12  | 16  | 19  | 20  | 17  | 14  | 10  | 7   |
|                                            |     |     |     |     |     |     |     |     |     |     |     |     |
| Nederbörd                                  | 31  | 39  | 48  | 43  | 54  | 37  | 27  | 49  | 76  | 86  | 52  | 45  |

| Diagram | temperaturer i °C • månadsnederbörd i mm | temperaturer i °C • månadsnederbörd i mm | temperaturer i °C • månadsnederbörd i mm | temperaturer i °C • månadsnederbörd i mm | temperaturer i °C • månadsnederbörd i mm | temperaturer i °C • månadsnederbörd i mm | temperaturer i °C • månadsnederbörd i mm | temperaturer i °C • månadsnederbörd i mm | temperaturer i °C • månadsnederbörd i mm | temperaturer i °C • månadsnederbörd i mm | temperaturer i °C • månadsnederbörd i mm | temperaturer i °C • månadsnederbörd i mm |
|         | 31 15 6                                  | 39 16 6                                  | 48 18 7                                  | 43 19 9                                  | 54 22 12                                 | 37 26 16                                 | 27 29 19                                 | 49 30 20                                 | 76 28 17                                 | 86 23 14                                 | 52 20 10                                 | 45 16 7                                  |

| Jan   | Feb   | Mar   | Apr   | Maj   | Jun   | Jul   | Aug   | Sep   | Okt   | Nov   | Dec   |
| ----- | ----- | ----- | ----- | ----- | ----- | ----- | ----- | ----- | ----- | ----- | ----- |
| 14 °C | 14 °C | 14 °C | 15 °C | 18 °C | 22 °C | 24 °C | 26 °C | 24 °C | 21 °C | 18 °C | 16 °C |

## Bildgalleri

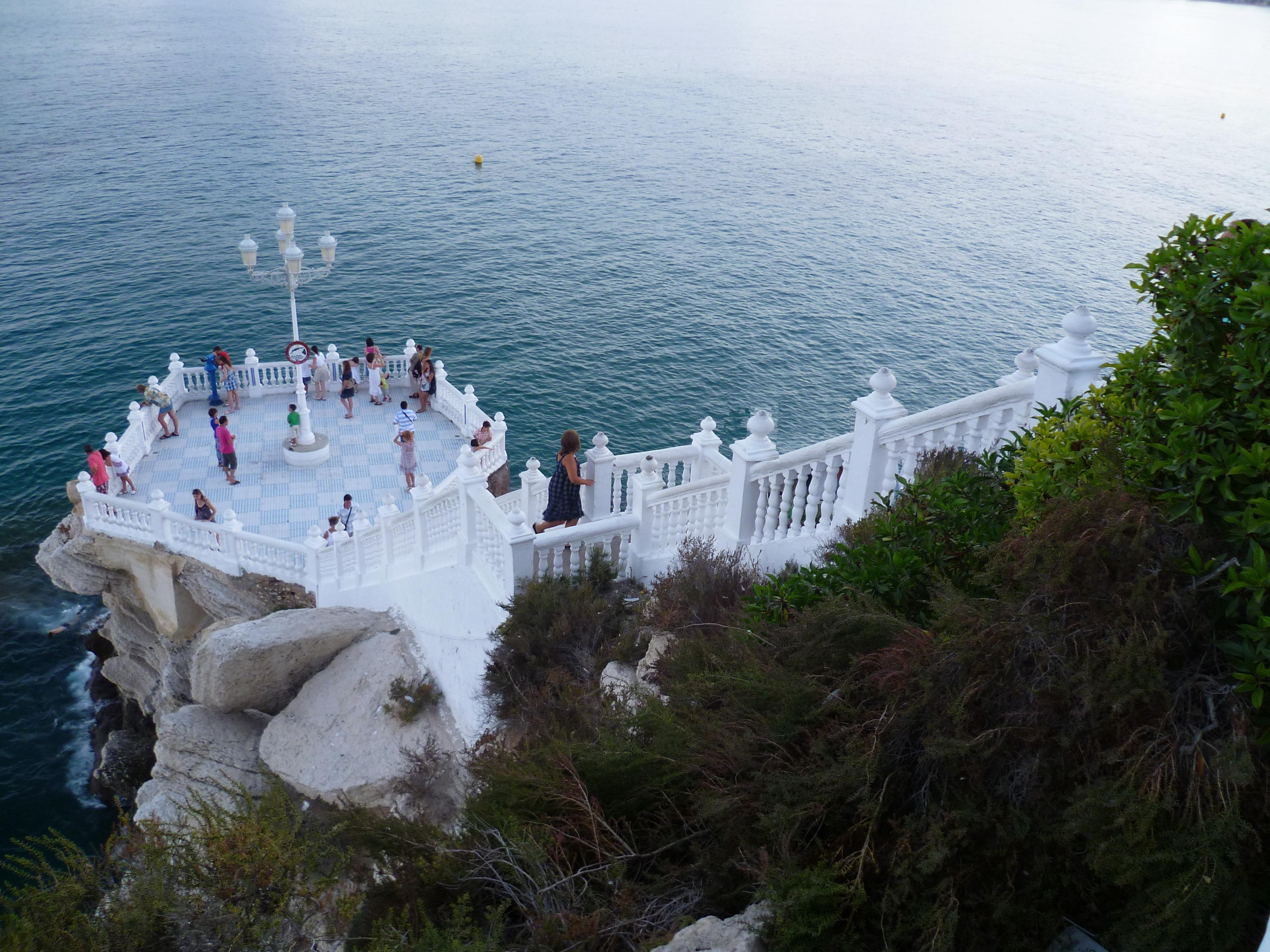
Plaça del Castell's yttersta udde.
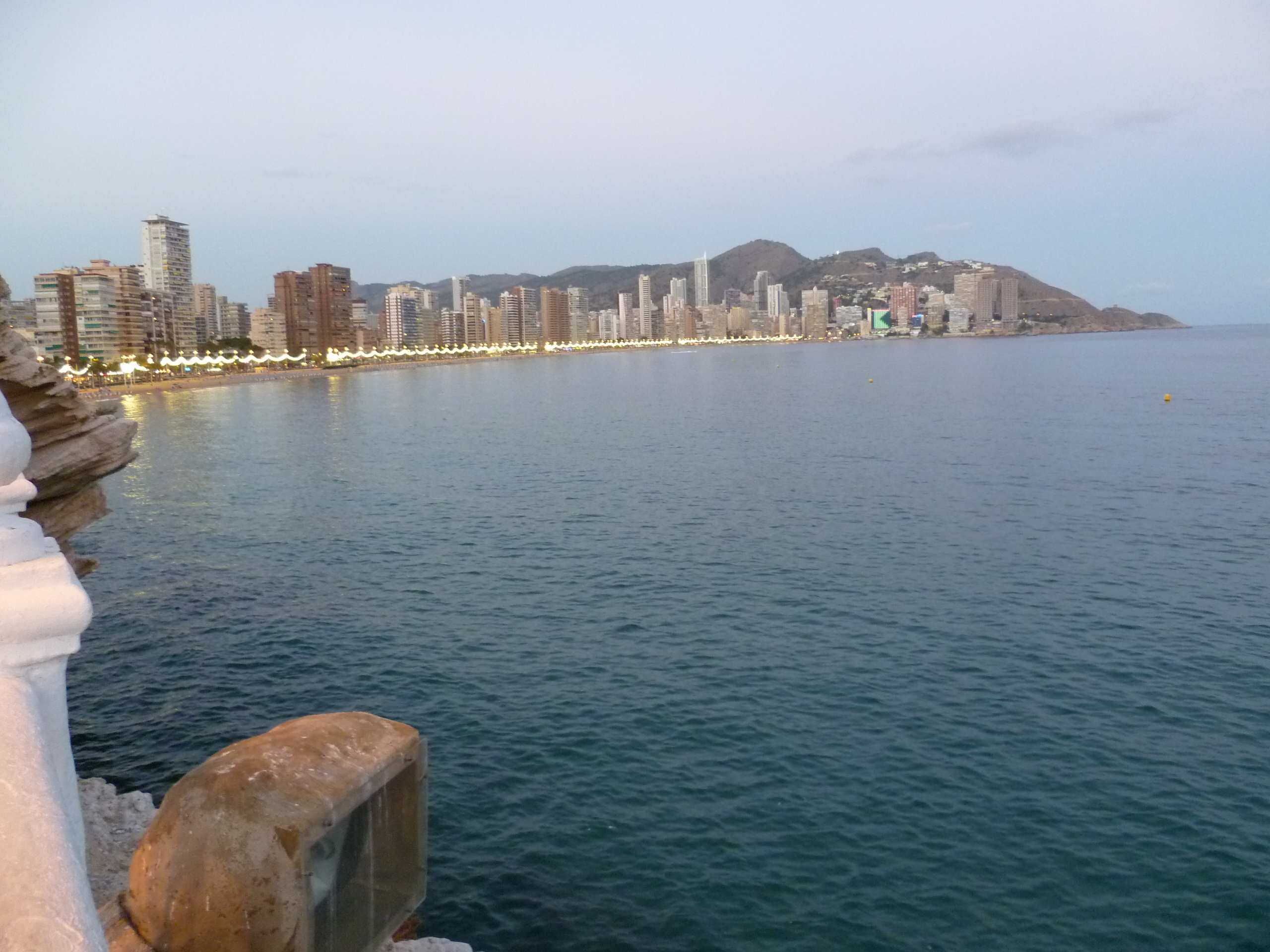
Kvällsvy över norra stranden i Benidorm sedd från yttersta udden på Plaça del Castell.
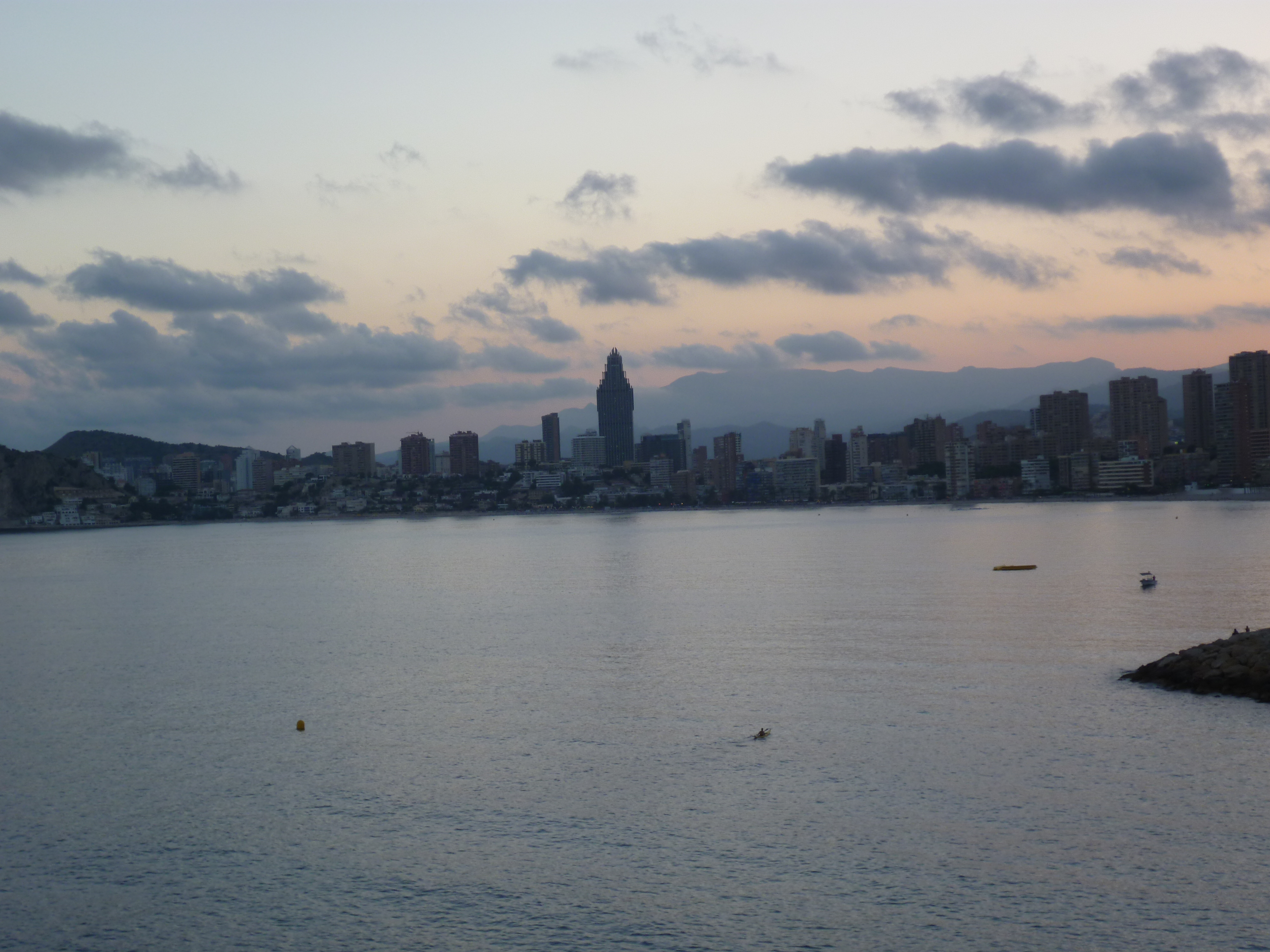
Kvällsvy över södra stranden i Benidorm sedd från yttersta udden på Plaça del Castell.